# John Kucera
John Kucera (Calgary, 1984. szeptember 17. –) világbajnok kanadai alpesisíző.
Szülei 1980-ban Csehszlovákiából vándoroltak ki Kanadába. Húszéves korától kezdve versenyez a világkupában, első viadala 2004 novemberében hazai pályáján, az albertai Lake Louise-ban volt. Két évvel később ugyanitt szerezte meg első világkupa-futamgyőzelmét szuperóriás-műlesiklásban. Három hétre rá az olaszországi Val Gardenában is esélyes volt ugyanebben a számban, de csak harmadik lett. A 2009 -es világbajnokságon lesiklásban aranyérmet szerzett.
2009 novemberében a Lake Louise-i Super-G versenyen eltörte bal lábát, így az egész idényt és a hazai olimpiát is ki kellett hagynia.

## Világkupa-győzelmei

### Versenygyőzelmek
| Dátum              | Helyszín    | Szakág                 |
| ------------------ | ----------- | ---------------------- |
| 2006. november 26. | Lake Louise | Szuperóriás-műlesiklás |